# Varennes-sur-Loire
 Varennes-sur-Loire  là một xã thuộc tỉnh Maine-et-Loire trong vùng Pays de la Loire phía tây nước Pháp. Xã này nằm ở khu vực có độ cao trung bình 28 mét trên mực nước biển.